# Agenès
L'Agenès (en occità Agenés, en francès Agenais) és una regió històrica de Guiena a Occitània, que té per capçalera la ciutat d'Agen. Està situada a la vall de la Garona.
Segons la proposta de divisió territorial d'Occitània del diari Jornalet, basada en l'obra de Frederic Zégierman Le Guide des pays de France, l'Agenès seria una de les cinc sub-regions ubicades dins la regió de la Guiena. A la vegada, aquesta sub-regió contindria 3 parçans (comarques occitanes):
- Alt Agenès
- Marmandès
- Serres d'Agenès

Administrativament, les comunes de l'Agenès estan adscrites al departament francès d'Òlt i Garona, a la regió administrativa de Nova Aquitània.

## Història
Havia estat territori dels gals niciòbroges, la capital dels quals era Aginnum. Els romans la van incloure a l'Aquitània Secunda. Al segle xi s'hi va constituir un comtat, i com la resta del ducat de la Nova Aquitània, del qual formava part, es va donar en possessió als comtes de Poitiers l'any 1038. Cap al 1152 va passar a ser propietat dels Reis d'Anglaterra com a dot de la filla de Ramon VI de Tolosa quan es va casar amb Ricard I d'Anglaterra, i el 1196 als comtes de Tolosa. Durant la croada albigesa del 1212, Simó de Montfort va ocupar l'Agenès i la ciutat d'Agen, que no va abraçar la causa albigesa, va acollir Simó abans que aquest ataqués Pena d'Agenès, cap del comtat.
Del 1259 al 1444 va quedar sotmesa novament al rei d'Anglaterra, i era un punt de fricció entre les corones de França i d'Anglaterra durant la Guerra dels Cent Anys. Finalment, el 1444 es va incorporar definitivament a França, que la va incloure a la governació de Guiena fins que, després de la Revolució Francesa, va formar el departament d'Òlt i Garona.